# Ludwig Willems
Ludwig Willems (Herentals, 7 de febrer de 1966) va ser un ciclista belga, que fou professional entre 1987 i 1998.

## Palmarès
- 1987
  - 1r a la Hasselt-Spa-Hasselt
- 1988
  - Vencedor d'una etapa al Tour de la CEE

### Resultats al Tour de França
- 1991. 150è de la classificació general

### Resultats a la Volta a Espanya
- 1992. Abandona (10a etapa)